# Charles Gounod
Charles-François Gounod (17. června 1818, Paříž, Francie – 18. října 1893, Saint-Cloud) byl francouzský skladatel, který se proslavil zejména operami Faust (1859) a Romeo a Julie (Roméo et Juliette; 1867).

## Život a dílo
Charles-François Gounod se narodil 17. června roku 1818 v Paříži jako syn talentovaného malíře (který zemřel, když byly chlapci pouze čtyři roky) a jeho ženy, která byla vynikající klavíristkou. Ta rozpoznala jeho výjimečné schopnosti, když ho učila hrát na klavír, a dala jej k česko-francouzskému skladateli Antonínu Rejchovi (1770–1836), k jehož dalším žákům patřili mimo jiné např. Hector Berlioz, Ferenc Liszt nebo César Franck.

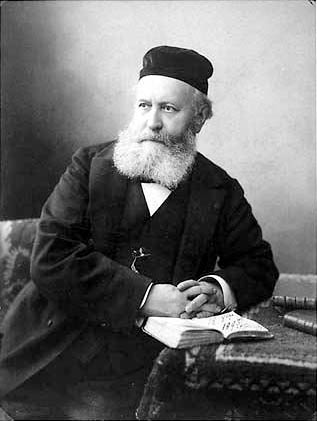
Charles Gounod na fotografii od Nadara, zřejmě z roku 1887

Po studiu na pařížské konzervatoři získal v roce 1839 cenu Grand Prix de Rome za svou dramatickou scénu Fernand. Řím udělal na mladého Gounoda veliký dojem; byl hluboce zasažen duchovní hudbou šestnáctého století, především Palestrinou, a stal se hluboce věřícím. Před návratem do Paříže navštívil Vídeň (kde získal objednávku na dvě mše), Berlín a Lipsko. V Lipsku pobýval u rodiny Felixe Mendelssohna-Bartholdyho a postupně si tam zamiloval chorální hudbu Johanna Sebastiana Bacha.

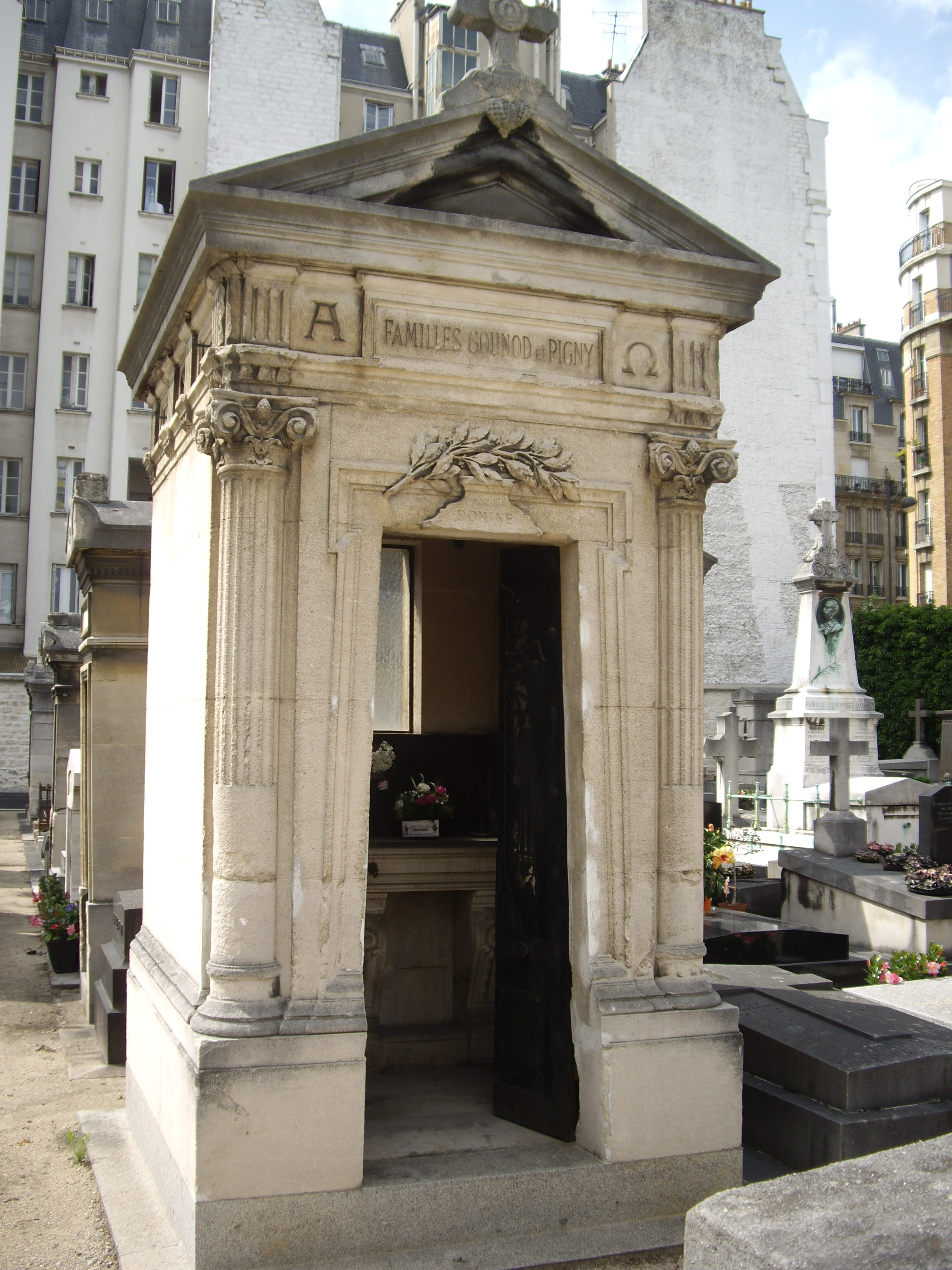
Gounodův hrob na pařížském hřbitově Auteuil

Po návratu do Paříže, kde působil jako varhaník v chrámu Missions Entrangères, zde založil svůj vlastní církevní sbor, který vycházel spíše z Palestriny a Bacha než z jeho doposud oblíbeného Rossiniho. Jednu dobu uvažoval Gounod, že vstoupí do služeb církve a začal studovat teologii. Dokonce se již podepisoval jako Abbé Gounod, ale nakonec se „po pěti letech ticha“ rozhodl, že se vzdá myšlenky stát se knězem a obrátil svou pozornost na světštější záležitosti. Stejně jako většina tehdejších ambiciózních mladých francouzských skladatelů hledal i Gounod úspěch v tvorbě pro operní scény.
Do „černého“ se trefil až na čtvrtý pokus se svou operou Faust (1859) s námětem Johanna Wolfganga Goetheho, která sklidila neuvěřitelný úspěch a z Gounoda udělala ihned po své premiéře nejznámějšího francouzského skladatele. Poté následovala další, o něco méně úspěšná díla jako Mireille (1864) a Romeo a Julie (1867), obě uvedená poprvé v Théâtre-Lyrique v Paříži.
Po vypuknutí francouzsko-pruské války v roce 1870 odvezl Gounod svou rodinu raději do Anglie, kde byli v bezpečí. V Londýně žil celých pět let a nemálo fascinoval tamní viktoriánskou společnost četnými mimomanželskými vztahy. Založil zde nový sbor (později se stal i členem Královské chorální společnosti), který řídil v roce 1871 při slavnostním otevření velké koncertní síně Royal Albert Hall.
Po návratu rodiny do Francie byla v roce 1877 poprvé uvedena jeho velká opera Cinq-Mars, která však postupně zmizela z jevišť. V současnosti je opět hrána.
V posledních letech svého života psal Gounod převážně duchovní skladby, které odpovídaly spíše anglickému vkusu a jimiž si byl schopen vydělat velmi dobré honoráře. Některé z jeho oper, zejména legendární Faust, jsou dodnes známé a oblíbené. Stejně tak i jeho sentimentální písně, které byly ve světě neobyčejně populární. Snad nejznámější z těchto drobných skladeb je zhudebnění modlitby Ave Maria, založené na starší skladbě Johanna Sebastiana Bacha. Rovněž jeho mše a oratoria byly hrány po celé Evropě. Gounodův světový úspěch podtrhlo nakonec udělení Řádu čestné legie v roce 1888.
Charles Gounod zemřel 18. října roku 1893 v Saint-Cloud ve Francii jako bohatý muž. Jako skladatel je stále uznávaný jak ve Francii, tak v celém světě. Byl pohřben na hřbitově Auteuil v rodné Paříži.

## Dílo

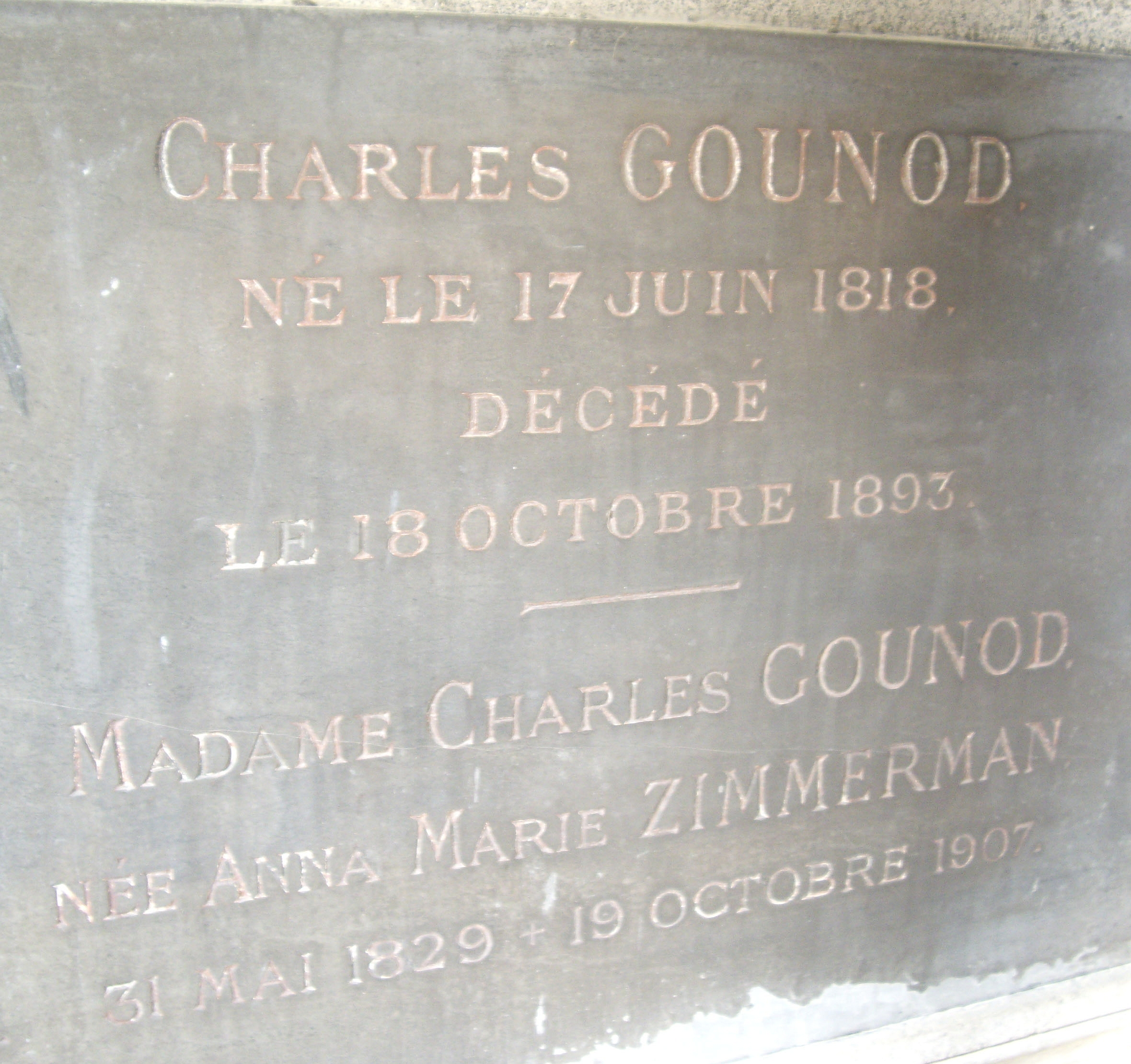
Jeho hrob na pařížském hřbitově Auteuil (náhrobek)

### Opery
- Sapho (1851)
- La nonne sanglante (Krvavá jeptiška) (1854)
- Le médecin malgré lui (Lékařem proti své vůli) (1858)
- Faust (Faust a Markétka) (1859)
- Philemon et Baucis (Filemon a Baucis) (1860)
- La colombe (Holubice) (1860)
- La reine de Saba (Královna ze Sáby) (1862)
- Mireille (1864)
- Roméo et Juliette (Romeo a Julie) (1867)
- Cinq-Mars (1877)
- Polyeucte (1878)
- Le tribut de Zamora (Daň ze Zamory) (1881)

### Oratoria
- Tobie (Tobias), (asi 1866)
- Gallia (Galie), (1871)

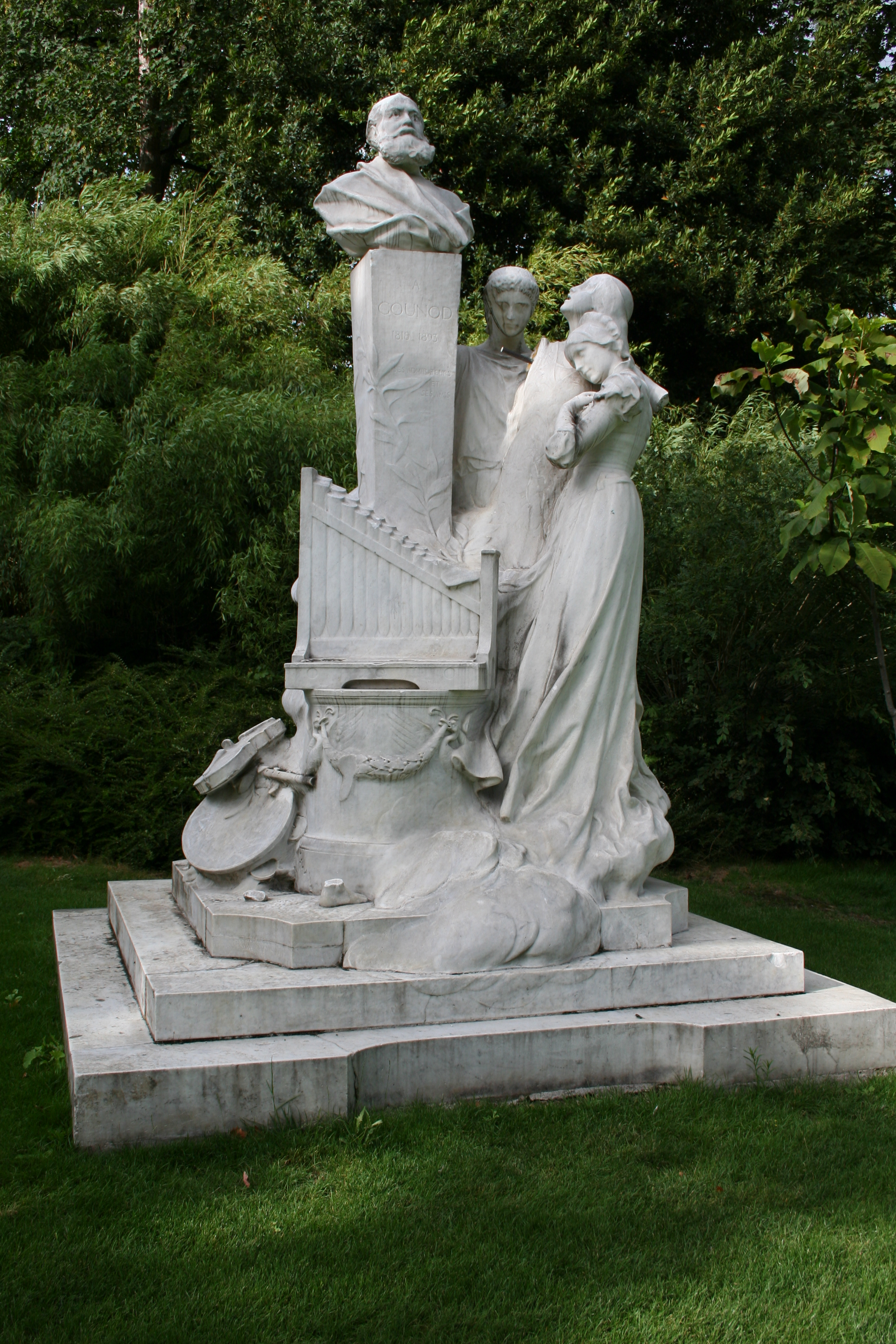
Památník Charlese Gounoda v Paříži

- Jésus sur le lac de Tibériade, (1878)
- La rédemption (Vykoupení), (1882)
- Christus factus est, (1883)
- Mors et Vita (Smrt a život), (1884)

### Symfonie
- Symfonie č. 1 D dur, (1855)
- Symfonie č. 2 Es dur
- Symfonie č. 3

### Komorní hudba
- Chorální kvartet a moll
- Chorální kvartet č. 1 c moll »Le petit quatuor«
- Chorální kvartet č. 2 A dur
- Chorální kvartet č. 3 F dur
- Malá symfonie